# Qchat

Qualcomm es la empresa que desarrolla la tecnología de telecomunicaciones Qchat.

Qchat es una tecnología de comunicaciones Push to Talk (PTT) creada por la empresa estadounidense Qualcomm.
Fue creada por la división de Servicios de Internet de Qualcomm (Qualcomm Internet Services). QSI ofrece un conjunto de productos de software y servicios para apoyar la transmisión de datos inalámbricos.
Qualcomm desarrolló Qchat para proporcionar un método fiable de conexión instantánea(PTT) y comunicación bidimensional entre los usuarios en diferentes lugares.
Antes de la existencia de redes celulares personales (PCS), este tipo de comunicaciones se limitaba al sistema de radio privado móvil terrestre (LMR), la tecnología utilizada por la seguridad pública y las agencias de servicios públicos. LMR tiene sus limitaciones, en particular la de que su uso puede estar restringido por el área de cobertura geográfica y por el uso de bandas de frecuencia diferentes.
Qchat, una aplicación desarrollada para la plataforma BREW, es una tecnología de comunicaciones PTT para redes 3G. Qchat permite a sus usuarios conectarse directamente con otros usuarios Qchat con solo pulsar un botón. Además ofrece la posibilidad de hacer conexión directa con otro usuario (privado) o varios (grupo) a través de las redes 3G.
Esta tecnología emplea la voz sobre protocolo de Internet estándar (VoIP). VoIP es un mecanismo de entrega de voz que utiliza el protocolo de Internet para gestionar la entrega de información de voz. La información de voz es enviada de forma digital a través de las redes IP de datos (incluyendo CDMA) en paquetes discretos y no tradicionales de comunicación de circuitos como los protocolos de los utilizados en la red telefónica pública conmutada (PSTN).

## Ventajas de Qchat
- Comunicación instantánea con solo apretar un botón (PTT).
- Transmisión por mayor ancho de banda ya sea CDMA o WCDMA que la hacen más segura y privada.
- Qualcomm licencia está tecnología, por lo que podemos tener una mayor posibilidad de elegir fabricantes (en comparación del antiguo IDEN (2G), que pertenece a Motorola).
- Capacidad de añadir o eliminar participantes en cualquier momento del teléfono.
- Puede navegar por internet a mayor velocidad y a la vez comunicarse por PTT.

## Qchat y Sprint
El operador estadounidense Sprint fue el primero en implementar la tecnología Qchat en sus redes CDMA para reemplazar en el mediano plazo a la antigua tecnología IDEN, la cual había heredado de la compra años antes del mayor operador PTT de los Estados Unidos: NEXTEL (Diferente al NEXTEL de NII Holdings que opera en Latinoamérica).
El 16 de octubre del 2006 Sprint anunció un acuerdo con Qualcomm para usar Qchat y poder ofrecer servicios Push To Talk de alto rendimiento a sus clientes en la red nacional de Sprint PCS, utilizando tecnología CDMA2000 1xEV-DO revisión A.
Qchat es capaz de interconectar con los teléfonos PTT de la red IDEN de Sprint, con las afirmaciones del operador de hacerlo en menos de un segundo de latencia entre los equipos. Un vídeo que demuestra la velocidad se ha publicado en Youtube.
La comercialización de los teléfonos de Sprint compatibles con la tecnología Qchat se inició a  partir de abril del 2008, en los mercados de Kansas y Colorado, después de lo cual habilitó el servicio en 40 mercados distintos del país.
Los modelos ofertados son:
- Sanyo Pro 200
- Sanyo Pro 700
- LG LX400
- Motorola V950
- Samsung Z400
- Samsung Z700

Sprint llegó a ofrecer este servicio hasta en 54 ciudades el país.
A fines del año 2009 el operador Sprint anunció que ya no iba a continuar ofreciendo el servicio Qchat debido a la poca acogida que tenían sus teléfonos, a la vez que había decidido repotenciar su oferta PTT bajo la tecnología IDEN, ellos explicaron además la decisión debido a que utilizan la tecnología IDEN bajo su OMV Boost Mobile, el cual les estaba dando buenos resultados, y que no tenía mucho sentido seguir manteniendo ambas tecnologías al mismo tiempo porque ello estaba resultando muy oneroso a la empresa.

## Qchat y Nextel

Nextel es el único operador de Qchat en la actualidad.

El 8 de septiembre del 2011, la empresa norteamericana de telecomunicaciones Nextel (NII Holdings, diferente a Nextel de Sprint) presentó el Huawei U3220, su primer terminal Qchat con velocidades 3G, el cual trabaja bajo su nueva red WCDMA instalada tras la adquisición de frecuencias 3G en Perú.
Los modelos Qchat 3G ofertados por Nextel en sus operaciones en las filiales de Perú y Chile (Próximamente se espera que lo haga en México y Brasil) son:
- Huawei U3230
- Huawei W3220
- Huawei U5200
- Huawei U5300
- Huawei U8820

## Huaweii U8820 Titán: Primer Teléfono inteligente Qchat
A fines del mes de abril del 2012, Nextel oficializó el lanzamiento del Huawei U8820 "Titán" el cual es el primer teléfono inteligente Qchat en trabajar bajo la red 3G en las filiales de Perú y Chile. Entre sus funcionalidades destacan:
- Push to Talk (PTT) Qchat
- Android 2.2
- Pantalla 3,8"
- Wi Fi

Cabe señalar que este dispositivo no podrá ser actualizado a una versión más reciente de Android como lo puntualizó la misma empresa, ni podrá ser utilizado con la tarjeta SIM de otro operador por trabajar en bandas diferentes.
Se debe mencionar además que para hacer llamadas desde los equipos Qchat hacia los equipos de la red iden de Nextel se deberá marcar 41*123*1234 y viceversa a diferencia de llamar de un equipo iden a otro equipo iden lo cual se hace de la siguiente manera 51*123*1234
- Datos: Q6094023